# Europese kampioenschappen oriëntatieloop
De Europese kampioenschappen oriëntatieloop zijn jaarlijkse kampioenschappen voor oriëntatielopers georganiseerd door de International Orienteering Federation (IOF). 

## Edities
| Editie | Jaar  | Plaats                   |
| ------ | ----- | ------------------------ |
| 1e     | 1962  | Løten (Noorwegen)        |
| 2e     | 1964  | Le Brassus (Zwitserland) |
| 3e     | 2000  | Truskavets (Oekraïne)    |
| 4e     | 2002  | Sümeg (Hongarije)        |
| 5e     | 2004  | Roskilde (Denemarken)    |
| 6e     | 2006  | Otepää (Estland)         |
| 7e     | 2008  | Ventspils (Letland)      |
| 8e     | 2010  | Primorsko (Bulgarije)    |
| 9e     | 2012  | Falun (Zweden)           |
| 10e    | 2014  | Palmela (Portugal)       |
| 11e    | 2016  | Jeseník (Tsjechië)       |
| 12e    | 2018  | Cadempino (Zwitserland)  |
|        | 2020¹ | Rakvere (Estland)        |
| 13e    | 2021  | Neuchâtel (Zwitserland)  |
| 14e    | 2022  | Rakvere (Estland)        |
| 15e    | 2023  | Verona (Italië)          |
| 16e    | 2024  | Mór (Hongarije)          |

¹ afgelast omwille van de COVID 19-pandemie